# 抗アレルギー薬

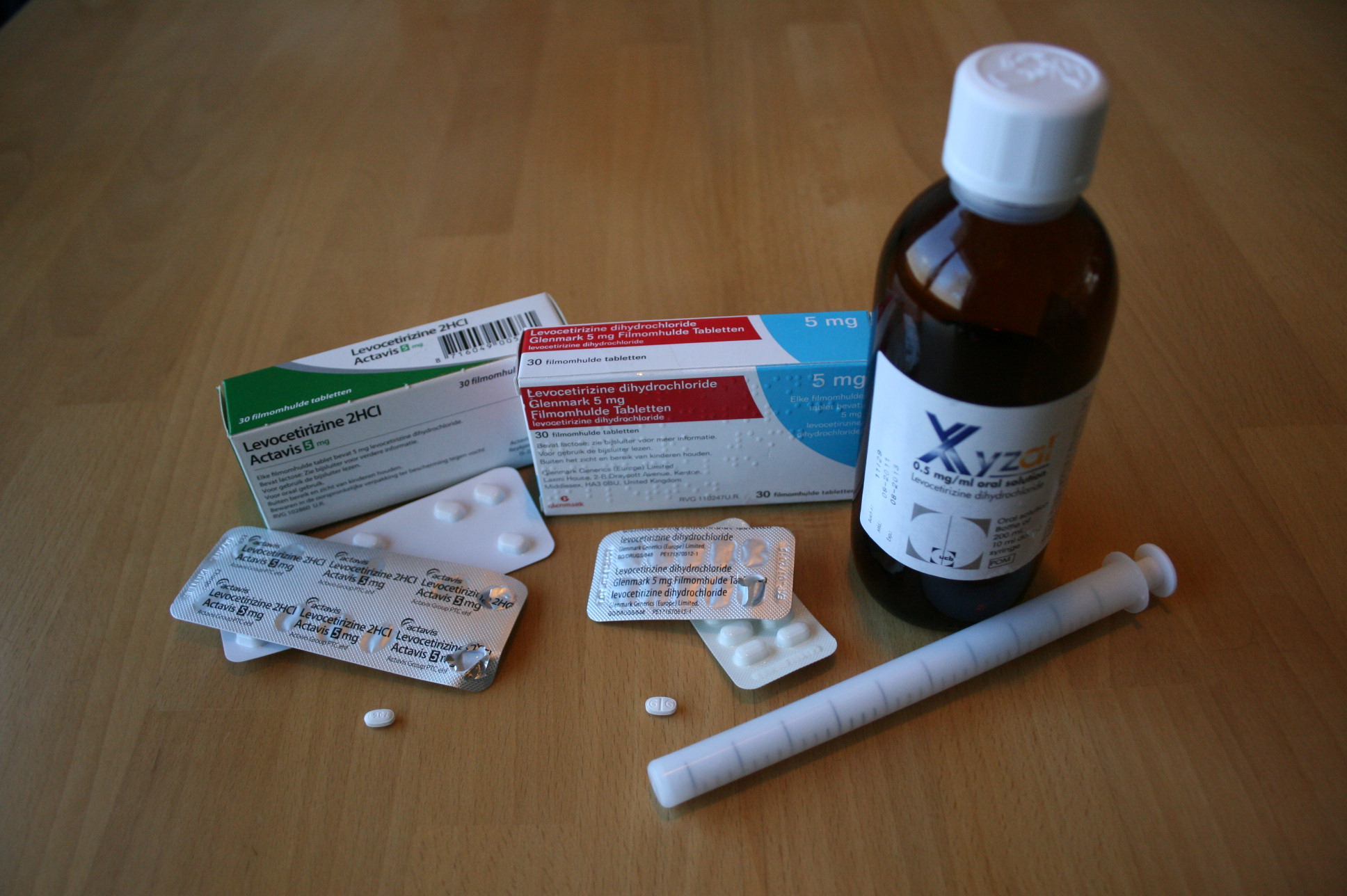
選択的H1受容体拮抗薬のレボセチリジン

抗アレルギー薬（こうアレルギーやく、antiallergic agent, antiallergic drug）は、アレルギー反応による諸症状を抑制する薬品である。薬理機序にはいくつかあり、メディエーター遊離抑制、トロンボキサンA2阻害、ロイコトリエンLT受容体拮抗、プロスタグランジンD2受容体拮抗、ヒスタミンH1受容体拮抗、Th2サイトカイン阻害などがある。アレルギー性鼻炎、気管支喘息、アトピー性皮膚炎などに用いられることが多い。

## 注意すべき併用
抗アレルギー薬には併用時、薬物相互作用に注意しておかなくてはならないものがいくつかある。以下は一例である。
- ワルファリンとトラニラストを併用すると、肝薬物代謝が阻害され、出血傾向に陥るため、影響が出た場合は併用を中止する。
- ラマトラバンとアスピリンを併用することで血漿タンパク質の結合率が低下し、遊離型の血中濃度が上昇するため、影響が出た場合は併用を中止する。
- モンテルカストとフェノバルビタールを併用すると、肝薬物代謝酵素が誘導され、血中濃度が低下してしまうので、影響が出た場合は投与量の増加を検討する。

## 具体的な抗アレルギー薬
以下に示したものは一例である。
| 種類                     | 特徴 | 機序                                                                        | 一般名                   | 商品名                               | 薬効分類            |
| ------------------------ | --- | --------------------------------------------------------------------------- | ------------------------ | ------------------------------------ | ------------------- |
| メディエーター遊離抑制薬 | - 眠気がない。 - 連用で改善率が上昇する。 - 副作用が出にくい。 - 効果が出るまで1～2週間を要する。 - 飲み薬と点鼻薬がある。 | マスト細胞からのケミカルメディエーター遊離を阻害                            | イブジラスト             | ケタス                               | 2190 4490           |
| メディエーター遊離抑制薬 | - 眠気がない。 - 連用で改善率が上昇する。 - 副作用が出にくい。 - 効果が出るまで1～2週間を要する。 - 飲み薬と点鼻薬がある。 | マスト細胞からのケミカルメディエーター遊離を阻害                            | クロモグリク酸ナトリウム | インタール                           | 2259 4490           |
| メディエーター遊離抑制薬 | - 眠気がない。 - 連用で改善率が上昇する。 - 副作用が出にくい。 - 効果が出るまで1～2週間を要する。 - 飲み薬と点鼻薬がある。 | マスト細胞からのケミカルメディエーター遊離を阻害                            | トラニラスト             | リザベン                             | 1319 4490           |
| メディエーター遊離抑制薬 | - 眠気がない。 - 連用で改善率が上昇する。 - 副作用が出にくい。 - 効果が出るまで1～2週間を要する。 - 飲み薬と点鼻薬がある。 | マスト細胞からのケミカルメディエーター遊離を阻害                            | ペミロラストカリウム     | アレギサール、ぺミラストン           | 1319 4490           |
| TXA2阻害薬               | - 眠気がない。 - 鼻粘膜血管透過性を抑制し、鼻閉を改善する。 - 鼻閉に対する効果は、第2世代抗ヒスタミン薬よりも優れる。 - 好酸球浸潤や鼻過敏症を抑制する。 - くしゃみ、鼻汁にも有効である。 - 効果発現は1～2週間で認められ、長期連用で改善率が上昇する。                                                           | TXA2合成阻害                                                                | オザグレル塩酸塩水和物   | ドメナン、オサグレル                 | 4490                |
| TXA2阻害薬               | - 眠気がない。 - 鼻粘膜血管透過性を抑制し、鼻閉を改善する。 - 鼻閉に対する効果は、第2世代抗ヒスタミン薬よりも優れる。 - 好酸球浸潤や鼻過敏症を抑制する。 - くしゃみ、鼻汁にも有効である。 - 効果発現は1～2週間で認められ、長期連用で改善率が上昇する。                                                           | TXA2受容体阻害                                                              | セラトロダスト           | ブロニカ                             | 4490                |
| TXA2阻害薬               | - 眠気がない。 - 鼻粘膜血管透過性を抑制し、鼻閉を改善する。 - 鼻閉に対する効果は、第2世代抗ヒスタミン薬よりも優れる。 - 好酸球浸潤や鼻過敏症を抑制する。 - くしゃみ、鼻汁にも有効である。 - 効果発現は1～2週間で認められ、長期連用で改善率が上昇する。                                                           | TXA2受容体阻害                                                              | ラマトロバン             | バイナス、ラマトロバン               | 4490                |
| LT受容体拮抗薬           | - 眠気がない。 - 鼻粘膜の容積血管拡張や血管透過性を抑制し、鼻閉を改善する。 - 鼻閉に対する効果は。第2世代抗ヒスタミン薬よりも優れる。 - 好酸球浸潤や鼻汁分泌を抑制する。 - 気管支を広げ喘息の咳の発作を抑える。 - くしゃみ。鼻汁にも有効である。 - 効果発現は内服開始後1週間で認められ、連用で改善率が上昇する。 | LT受容体阻害                                                                | プランルカスト水和物     | オノン                               | 4490                |
| LT受容体拮抗薬           | - 眠気がない。 - 鼻粘膜の容積血管拡張や血管透過性を抑制し、鼻閉を改善する。 - 鼻閉に対する効果は。第2世代抗ヒスタミン薬よりも優れる。 - 好酸球浸潤や鼻汁分泌を抑制する。 - 気管支を広げ喘息の咳の発作を抑える。 - くしゃみ。鼻汁にも有効である。 - 効果発現は内服開始後1週間で認められ、連用で改善率が上昇する。 | LT受容体阻害                                                                | モンテルカストナトリウム | シングレア、キプレス                 | 4490                |
| PGD2受容体拮抗薬         | - 眠気がない。 - 鼻粘膜の容積血管拡張や血管透過性を抑制し、鼻閉を改善する。 - 鼻閉に対する効果は、第2世代抗ヒスタミン薬よりも優れる。 - 好酸球浸潤や鼻汁分泌を抑制する。 - くしゃみ、鼻汁にも有効である。 - 効果発現は内服開始後1週間で認められ、連用で改善率が上昇する。                                        | PGD2受容体(CRTH2受容体など)の拮抗阻害                                       | ラマトロバン             | バイナス、ラマトロバン               | 4490                |
| H1受容体拮抗薬           | 第一世代 - 比較的安全性が高い。 - くしゃみ、鼻水に有効であるが、鼻閉に効果はない。 - 口渇、眠気などの副作用がある。 - 緑内障、前立腺肥大症患者に禁忌。 | ヒスタミンH1受容体拮抗                                                      | ジフェンヒドラミン       | レスタミン                           | 2642 2649 4419 4441 |
| H1受容体拮抗薬           | 第二世代 - 第一世代より副作用が軽減されている。 - 連用で改善率が上昇する。 - くしゃみ、鼻水に有効であるが、鼻閉に効果はない。 - 中枢抑制、抗コリン作用などの副作用が少ない。 - 即効性はあるが、十分な効果の発現まで遅い。 - 持続が長い。                                                                         | ヒスタミンH1受容体拮抗                                                      | エピナスチン             | アレジオン                           | 4490                |
| H1受容体拮抗薬           | 第二世代 - 第一世代より副作用が軽減されている。 - 連用で改善率が上昇する。 - くしゃみ、鼻水に有効であるが、鼻閉に効果はない。 - 中枢抑制、抗コリン作用などの副作用が少ない。 - 即効性はあるが、十分な効果の発現まで遅い。 - 持続が長い。                                                                         | ヒスタミンH1受容体拮抗                                                      | レボセチリジン           | ザイザル                             | 4490                |
| H1受容体拮抗薬           | 第二世代 - 第一世代より副作用が軽減されている。 - 連用で改善率が上昇する。 - くしゃみ、鼻水に有効であるが、鼻閉に効果はない。 - 中枢抑制、抗コリン作用などの副作用が少ない。 - 即効性はあるが、十分な効果の発現まで遅い。 - 持続が長い。                                                                         | ヒスタミンH1受容体拮抗                                                      | フェキソフェナジン       | アレグラ                             | 4490                |
| Th2サイトカイン阻害薬    | {アレルギー・マーチの予防に対する効果が期待されている。 | - IgE抗体を作るTh2リンパ球に作用し、抗体産生を阻害 - 好酸球の組織湿潤の抑制 | スプラタストトシル酸塩   | アイピーディ、スプラタストトシル酸塩 | 4490                |